# Linzbauer István
Lovag Linzbauer István (Kassa, 1838. július 15. – Budapest, 1880. november 5.) császári és királyi építész.

## Élete, munkássága
Az 1860-as évektől Pesten dolgozott, foglalkozott festészettel is. Fontosabb épületei: a pesti Vigadó mögötti, azóta lebontott ún. Haas-palota (1872-73, Vörösmarty tér 1.) és a Vigadónak ehhez csatlakozó szárnya, a Duna-parti Bristol Szálló (Belgrád rakpart 33.), az Andrássy-palota (Bem rakpart 6-7. és Fő u. 11-13.), valamint a nádasdladányi Nádasdy-kastély tervei. Műveihez történeti stíluselemeket használt fel. Felesége Kölber Aranka, gyermekeik Aranka és István. Elhunyt élete negyvenharmadik, házassága tizedik évében, a Kerepesi úti temetőben helyezték örök nyugalomra 1880. november 7-én délután, a római katolikus egyház szertartása szerint (sírja: bal fal mellett, 310).

## Tervben maradt alkotások
- 1873: Margit-híd, Budapest[3]